# 肘節接頭

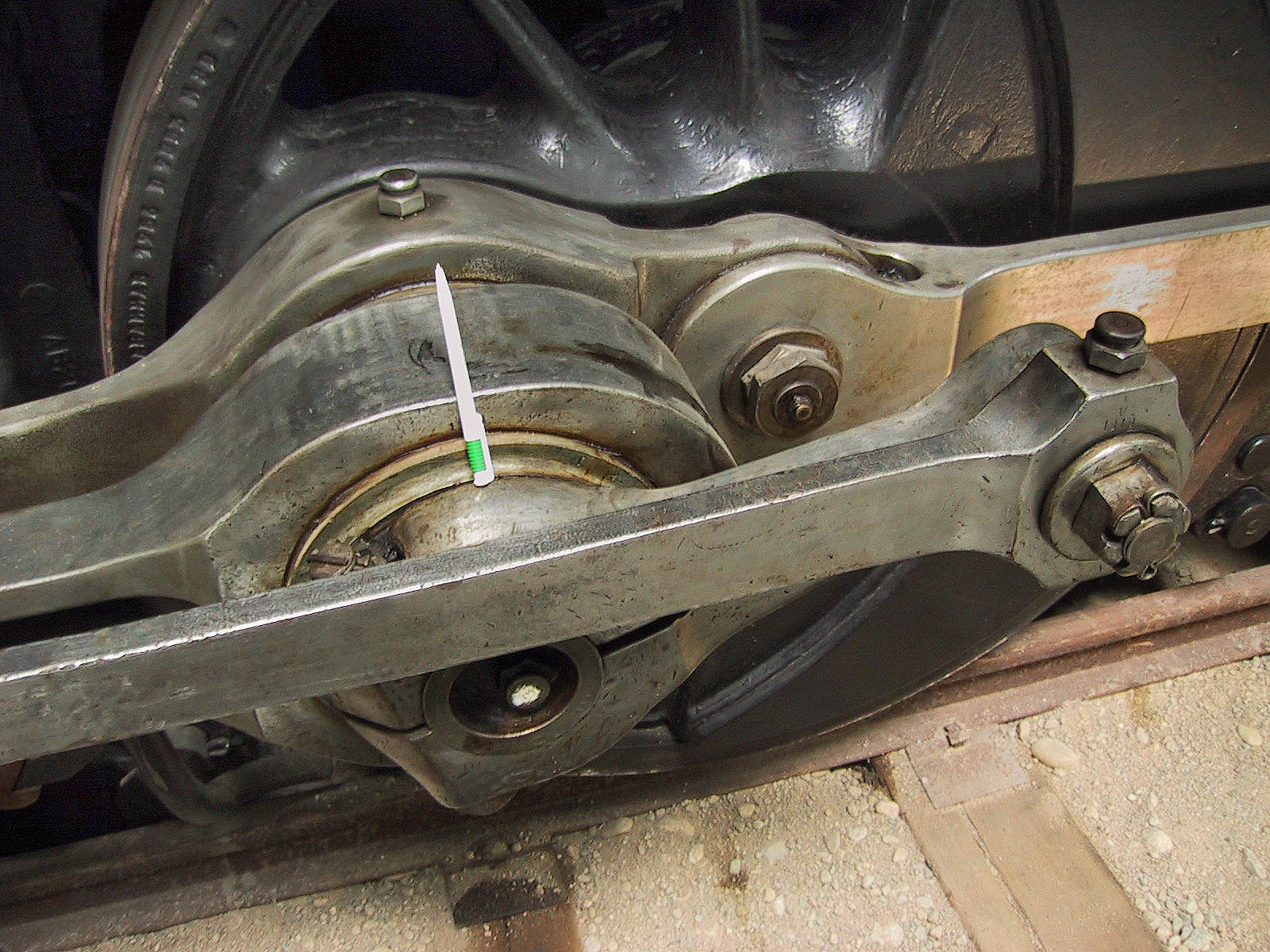
火車上的肘節接頭，在偏心曲柄及接頭後面

肘節接頭（Knuckle joint）也稱為指節接頭，是連結二個有伸張力負載桿件的機械接頭，一般是用在需小幅可撓性或是有小幅角動量的場合。一般其負載的力線為軸向或是平行。
肘節接頭會包括以下三個元件：
- 單眼（Single eye）桿。
- 雙眼（Double eye）桿或叉（fork）桿。
- 肘節銷（Knuckle pin）。

單眼桿的一端會加工出一個孔洞，而雙眼桿的一端會加工出二個同軸、同大小的孔洞，二個孔洞之間的距離恰可以容納單眼桿有孔洞的一端。肘節銷會先穿過雙眼桿的一個孔洞，再穿過單眼桿的孔洞，最後穿過雙眼桿的另一個孔洞。肘節銷的一端有頭，另一端有錐銷或開口銷以固定。為了方便為了抓握目的，桿的端部為八邊形。肘節接頭中桿件的強度會比銷穿過部份的強度還要強很多。

## 應用
- 屋頂桁架的橫拉桿球接頭
- 橋結構的張力桿
- 滾子鏈的連結
- 旋臂起吊車的橫拉桿球接頭
- 在聯結機中也有用到肘節接頭
- 在聯結機中也有用到肘節接頭
- 火車機車車輪之間的連接桿

## 失效模式
肘節接頭的失效模式有：
- 銷的剪力失效。
- 銷和桿的碰撞
- 肘節接頭的張力失效